# James Jackson (Politiker, 1819)

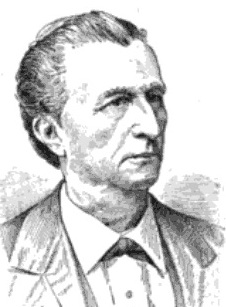
James Jackson

James Jackson (* 8. Oktober 1819 im Jefferson County, Georgia; † 13. Januar 1887 in Atlanta, Georgia) war ein US-amerikanischer Politiker und Richter. Zwischen 1857 und 1861 vertrat er den Bundesstaat Georgia im US-Repräsentantenhaus.

## Werdegang
James Jackson war ein Enkel von Gouverneur James Jackson (1757–1806), der zwischen 1789 und 1806 auch den Staat Georgia in beiden Kammern des Kongresses vertrat. Außerdem war er ein Neffe von Jabez Young Jackson, der von 1835 bis 1839 Kongressabgeordneter für Georgia war. Nach einer guten Grundschulausbildung studierte der jüngere James Jackson bis 1837 an der University of Georgia in Athens. Nach einem anschließenden Jurastudium und seiner im Jahr 1839 erfolgten Zulassung als Rechtsanwalt begann er in Athens in seinem neuen Beruf zu arbeiten. Im Jahr 1842 war er bei der Verwaltung des Staatssenats angestellt. Von 1846 bis 1859 fungierte Jackson als Richter am Superior Court.
Politisch war er Mitglied der Demokratischen Partei. Zwischen 1845 und 1849 saß er als Abgeordneter im Repräsentantenhaus von Georgia. Bei den Kongresswahlen des Jahres 1856 wurde er im sechsten Wahlbezirk von Georgia in das US-Repräsentantenhaus in Washington, D.C. gewählt, wo er am 4. März 1857 die Nachfolge von Howell Cobb antrat. Nach einer Wiederwahl im Jahr 1858 konnte er bis zu seinem Rücktritt am 23. Januar 1861 im Kongress verbleiben. Diese Zeit war von den Ereignissen im unmittelbaren Vorfeld des Bürgerkrieges bestimmt. Jacksons Rücktritt erfolgte, nachdem sein Heimatstaat Georgia aus der Union ausgetreten war, um sich der Konföderation anzuschließen.
Zwischen 1861 und 1865 diente Jackson im konföderierten Heer als Militäranwalt (Judge Advocat). Nach dem Krieg zog er nach Macon, wo er zwischen 1865 und 1875 als Rechtsanwalt praktizierte. Im Jahr 1875 wurde er als Richter an den Supreme Court of Georgia in Atlanta berufen. Von 1879 bis zu seinem Tod im Jahr 1887 führte er als Chief Justice dessen Vorsitz und folgte dabei auf Hiram Warner.